# Западна горила
Западна горила (лат. Gorilla gorilla) је врста сисара из реда примата и породице хоминида.
Распрострањење
Ареал врсте покрива средњи број држава. Врста има станиште у Камеруну, Републици Конго, Нигерији, Анголи, Централноафричкој Републици, Екваторијалној Гвинеји и Габону.
Врста је изумрла у ДР Конгу.

## Станиште
Станишта врсте су шуме, планине, мочварна подручја, брдовити предели и речни екосистеми. 

## Подврсте
Постоје две подврсте западне гориле:
- Западни низијски горила (Gorilla gorilla gorilla)
- Речни горила

## Угроженост
Ова врста је крајње угрожена и у великој опасности од изумирања.